# Теннисный чемпионат Дубая 2017
Теннисный чемпионат Дубая 2017 — ежегодный профессиональный теннисный турнир в серии ATP 500 для мужчин и премьер серии 5 для женщин.
Соревнования проводились на открытых хардовых кортах в Дубае, ОАЭ. Мужчины выявили лучших в 25-й раз, а женщины — в 17-й.
Турнир прошёл с 20 февраля по 4 марта 2017 года: первую неделю лучшую выявляли женщины, а вторую — мужчины.
Прошлогодние победители:
- мужчины одиночки —  Стэн Вавринка
- женщины одиночки —  Сара Эррани
- мужчины пары —  Симоне Болелли /  Андреас Сеппи
- женщины пары —  Чжуан Цзяжун /  Дарья Юрак

## Общая информация
В мужском одиночном турнире приняли участие три представителя топ-10. Первым сеянным стал лидер мировой классификации Энди Маррей, а вторым сеяным прошлогодний победитель соревнований и третий в мире Стэн Вавринка. Помимо них на турнире из первой десятки выступил семикратный чемпион турнира роджер Федерер (№ 9 в мире на тот момент). Вавринка не смог защитить титул, проиграв уже в первом раунде Дамиру Джумхуру. Федерер доиграл до второго раунда, где неожиданно уступил теннисисту из квалификации Евгению Донскому. Маррей же в свою очередь сумел оправдать статус первого номера посева и впервые выиграл местный турнир. В финале он переиграл несеяного испанца Фернандо Вердаско. В основном турнире приняли участие четыре представителя России и дальше всех прошл Евгений Донской, который после победы над Федерером вышел в четвертьфинал.
Лидерами посева в парном соревновании стали Хенри Континен и Джон Пирс. Фавориты дошли до полуфинала, где проиграли четвёртым номерам посева Жану-Жюльену Ройеру и Хорие Текэу. Прошлогодние чемпионы Симоне Болелли и Андреас Сеппи не защищали свой титул. Ройер и Текэу после победы на первой парой турнира смогли в финале обыграть Рохана Бопанну и Марцина Матковского и завоевали главный приз.
Женский одиночный турнир собрал пять из десяти представительниц первой десятки. Список возглавила Анжелика Кербер (№ 2 в мире в тот период). Немка вышла в полуфинал, где её переиграла № 7 посева Элина Свитолина (№ 13 в мире на тот момент). Остальные представительницы топ-10 не смогли пройти далее третьего раунда. Прошлогодняя чемпионка Сара Эррани не защищала свой титул. В итоге украинка Свитолина смогла стать победительницей турнира, обыграв в финале № 10 посева и победительница турнира 2011 года Каролину Возняцки. В основном турнире приняло участие четыре представительницы России. Лучше всех смогли выступить Елена Веснина и Екатерина Макарова, которая дошли до третьего раунда.
Лидерами посева в женском парном соревновании стали прошлогодние финалистки Каролин Гарсия и Кристина Младенович. Французская пара смогла на этот раз дойти только до четвертьфинала. Прошлогодние чемпионки Чжуан Цзяжун и Дарья Юрак не защищали свой титул, однако обе приняли участие в турнире. Чжуан в паре с Чжэн Сайсай проиграла уже в первом раунде, а Юрак прошла ненамного дальше в альянсе с Анастасией Родионовой проиграла во втором. В итоге титул смогли выиграть вторые номера посева Елена Веснина и Екатерина Макарова, которые в решающем матче были сильнее Андреи Главачковой и Пэн Шуай.

## Соревнования

### Мужчины одиночки
Энди Маррей обыграл  Фернандо Вердаско со счётом 6–3, 6–2.
- Маррей выигрывает 1-й одиночный титул в сезоне и 45-й за карьеру в туре ассоциации.
- Вердаско сыграл 1-й одиночный финал в сезоне и 22-й за карьеру в туре ассоциации.

### Женщины одиночки
Элина Свитолина обыграла  Каролину Возняцки со счётом 6-4, 6-2.
- Свитолина выиграла 2-й одиночный титул в сезоне и 6-й за карьеру в туре ассоциации.
- Возняцки сыграла 2-й одиночный финал в сезоне и 44-й за карьеру в туре ассоциации.

### Мужчины пары
Жан-Жюльен Ройер /  Хория Текэу обыграли  Рохана Бопанну /  Марцина Матковского со счётом 4–6, 6–3, [10–3].
- Ройер выиграл 1-й парный титул в сезоне и 22-й за карьеру в туре ассоциации.
- Текэу выиграл 1-й парный титул в сезоне и 30-й за карьеру в туре ассоциации.

### Женщины пары
Елена Веснина /  Екатерина Макарова обыграли  Андрею Главачкову /  Пэн Шуай со счётом 6-3, 6-2.
- Веснина выиграла 1-й парный титул в сезоне и 16-й за карьеру в туре ассоциации.
- Макарова выиграла 1-й парный титул в сезоне и 10-й за карьеру в туре ассоциации.